# Iounmoutef
Iounmoutef est le dieu-fils, personnifiant le sentiment filial. Il n'est, à l'origine, qu'une épithète d'Horus qui signifie « le pilier de sa mère ». Il est attesté à partir de la fin de la Ve dynastie. Les documents grecs le nomment Houronmephis, ce qui correspond à la forme Horus-Iounmoutef. Son aspect est toujours anthropomorphe, il porte la mèche de l'enfance et un pagne presque complètement masqué par une peau de panthère sacerdotale.